# Kjell Tånnander
Kjell Tånnander, född den 25 juni 1927 i Långaröd, är en svensk före detta friidrottare (mångkamp). Han tävlade först för klubben Ystads IF och från 1950 för Malmö AI. Han vann SM i tiokamp åren 1949 och 1951. Han vann även SM i stående höjd (år 1949 och 1953) samt stående längd (år 1949, 1951, 1953 och 1955). Han är far till Annette och Kristine Tånnander.